# Regiones naturales de Colombia

Regiones naturales de Colombia, diferenciadas por color:
Andina
Caribe
Pacífico
Orinoquía
Amazonia
Insular

Las regiones naturales de Colombia son divisiones territoriales realizadas a partir de características heterogéneas en cuanto al relieve, clima, vegetación y clases de suelo del país. Debido a la gran diversidad de climas y relieves, estas diferencias regionales se definen por una serie de factores muy claros tales como las características del relieve (ya sea montañoso o llano), la distancia al mar, el promedio de lluvias y las condiciones del suelo.
De acuerdo con estas condiciones en Colombia se pueden diferenciar seis regiones naturales:
- Amazonia
- Andina
- Caribe
- Insular
- Orinoquía
- Pacífico